# Cistus chinamadensis
Cistus chinamadensis là một loài thực vật có hoa trong họ Nham mân khôi. Loài này được Bañares & P.Romero mô tả khoa học đầu tiên năm 1990.